# Albert Wolff (scultore)
Carl Conrad Albert Wolff (Neustrelitz, 14 novembre 1814 – Berlino, 20 giugno 1892) è stato uno scultore tedesco, della scuola di scultura di Berlino.

## Biografia

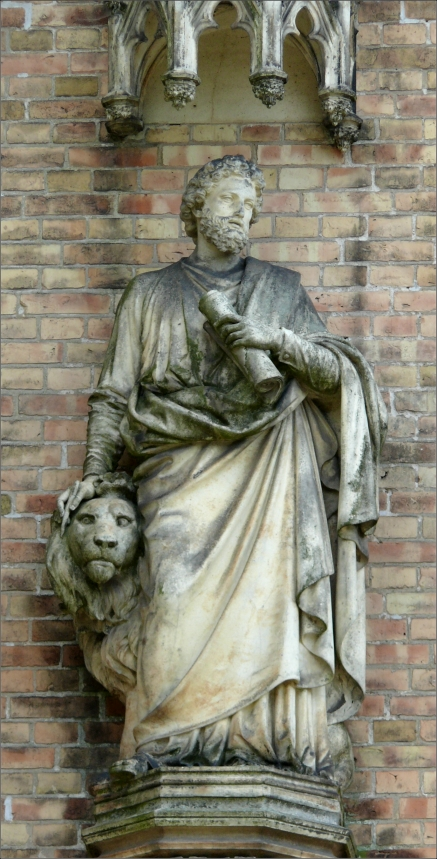
Statua di san Marco a Neustrelitz

Figlio dello scultore ed architetto Christian Philipp Wolff (1772-1820) si trasferì a Berlino nel 1831 dove già viveva suo fratello. Studiò con un vecchio amico di suo padre, il celebre scultore Christian Daniel Rauch. Questi, nel 1844, lo inviò a Carrara allo scopo di scegliere i marmi migliori per la realizzazione delle statue della terrazza superiore del castello di Sans-Souci. Wollf rimase due anni in Italia e, tornato a Berlino, assistette Rauch nella creazione del suo monumento a Federico il Grande. Ricevette delle commesse, come quella della contessa Raczynska che si fece rappresentare nelle vesti di Igea per una fontana a Poznań, e come una Crocifissione in marmo con la Vergine Maria e  Giovanni, per la chiesa di Kamenz. 
Successivamente, creò dei bassorilievi per il memoriale dell'Invalidenpark di Berlino, Diomede e  Pallade Atena (1853) a Berlino e le statue monumentali dei quattro evangelisti per la nuova cappella del castello di Neustrelitz. Egli fu anche l'autore di una serie di statue allegoriche (per l'Università di Königsberg), per il pulpito della chiesa di San Luca a Berlino, della statua di  Galileo presso l'Università di  Pest e di quella colossale, di Federico Guglielmo IV posta davanti alla Konigtor (Torre Reale) di Königsberg. 

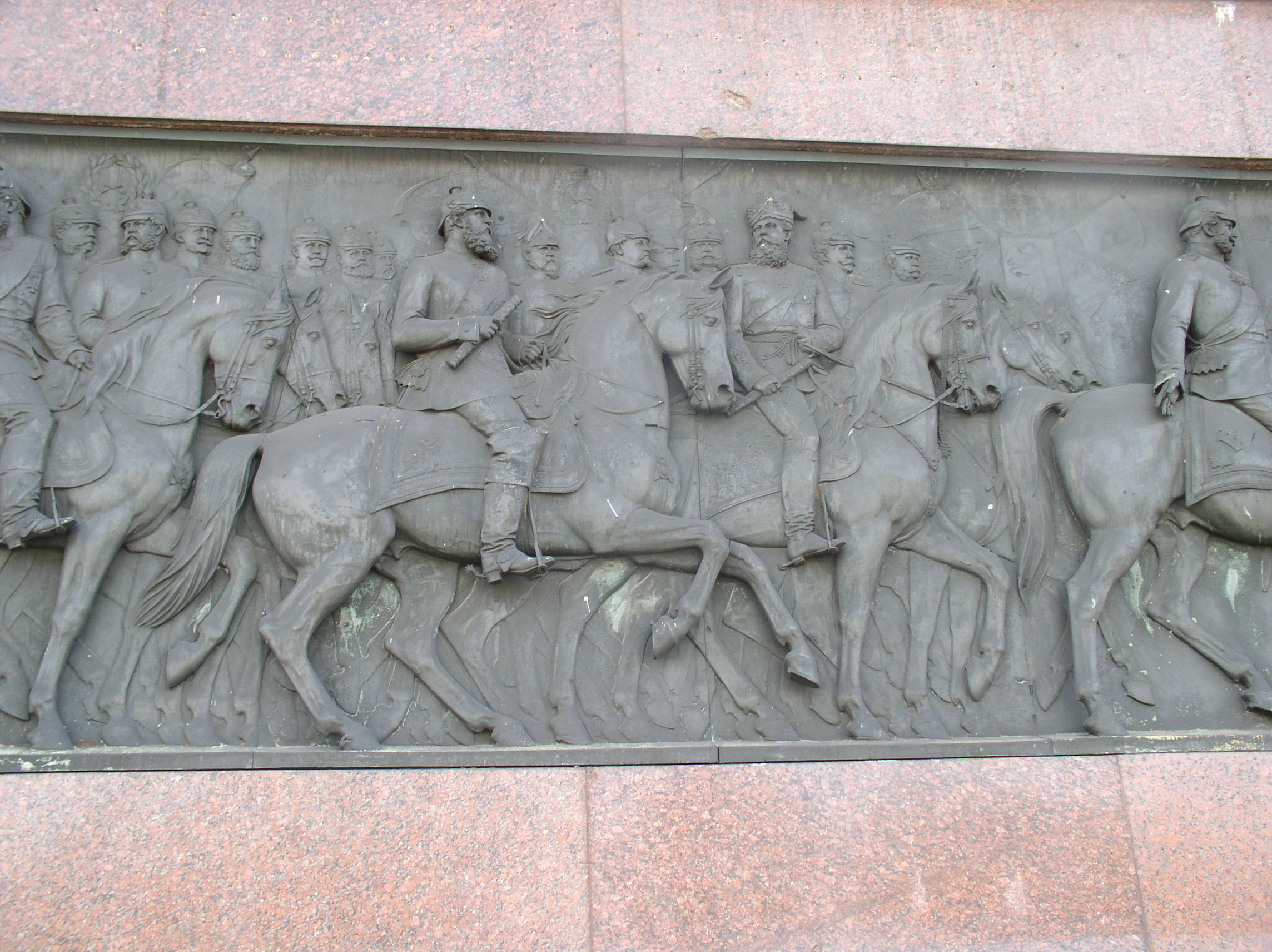
Bassorilievo della colonna della Vittoria di Berlino

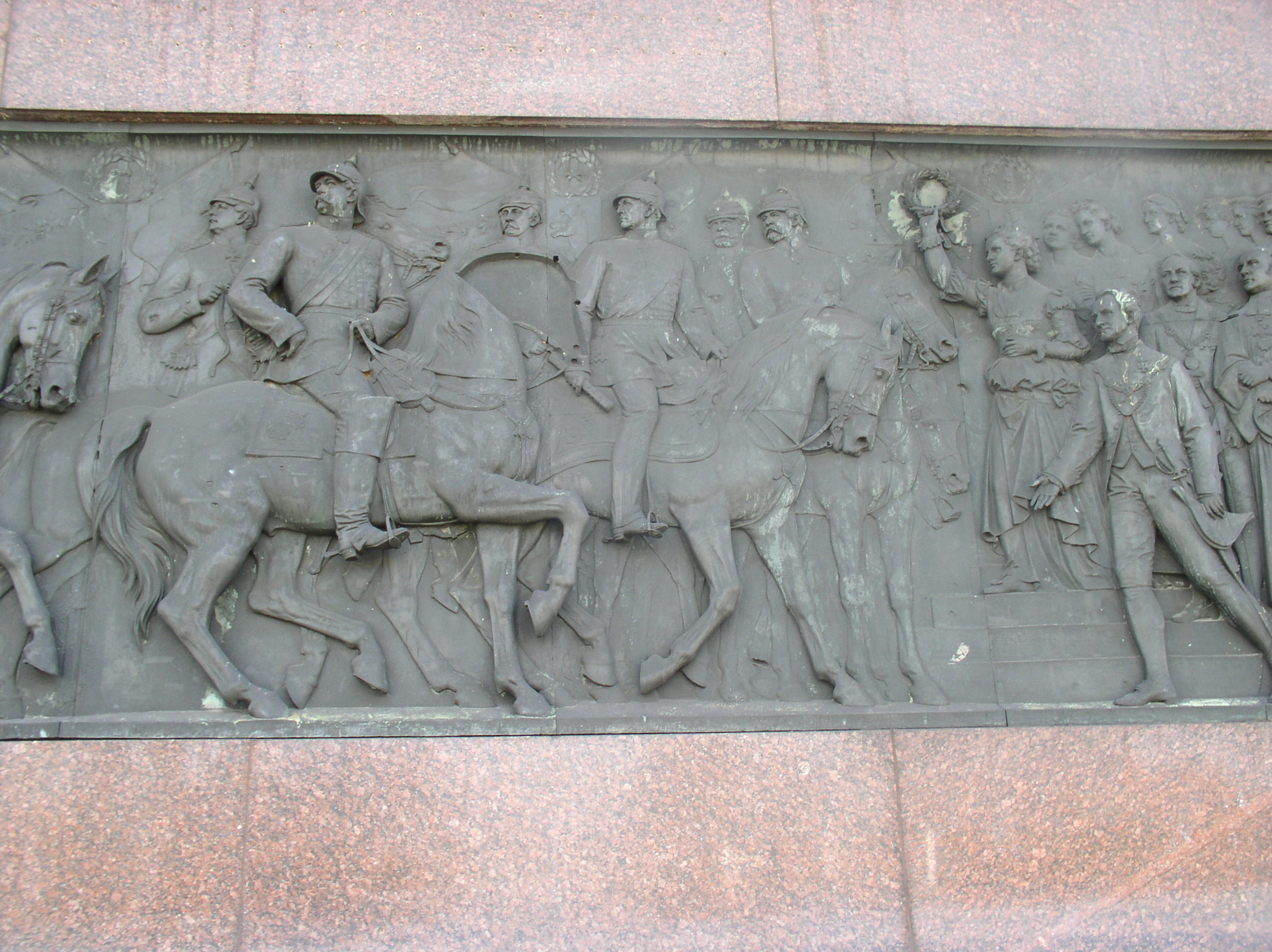
Bassorilievo della colonna della Vittoria, Berlino

Albert Wolff realizzò anche la statua equestre di re Ernest-Auguste, nel 1861 ad Hannover, e le figure del basamento della statua equestre di  Federico Guglielmo III, che rimase visibile al Lustgarten di Berlino fino al 1944. 
Tra gli altri capolavori dello scultore si possono citare i gruppi che combattono il leone dell'Altes Museum di Berlino, la statua di Federico Francesco I di Meclemburgo-Schwerin a Ludwigslust, i bassorilievi in bronzo sulla base della Colonna della Vittoria che rappresentano il corteo delle truppe vittoriose nel 1871, o un Bacco e la pantera in marmo che si può ammirare nell'Alte Nationalgalerie di Berlino. 
Nel 1886, Wolff divenne professore all'Accademia delle arti di Prussia avendo come allievi Ludwig Cauer e Wilhelm Wandschneider.
Suo figlio Martin Wolff divenne uno scultore abbastanza noto.

## Galleria d'immagini

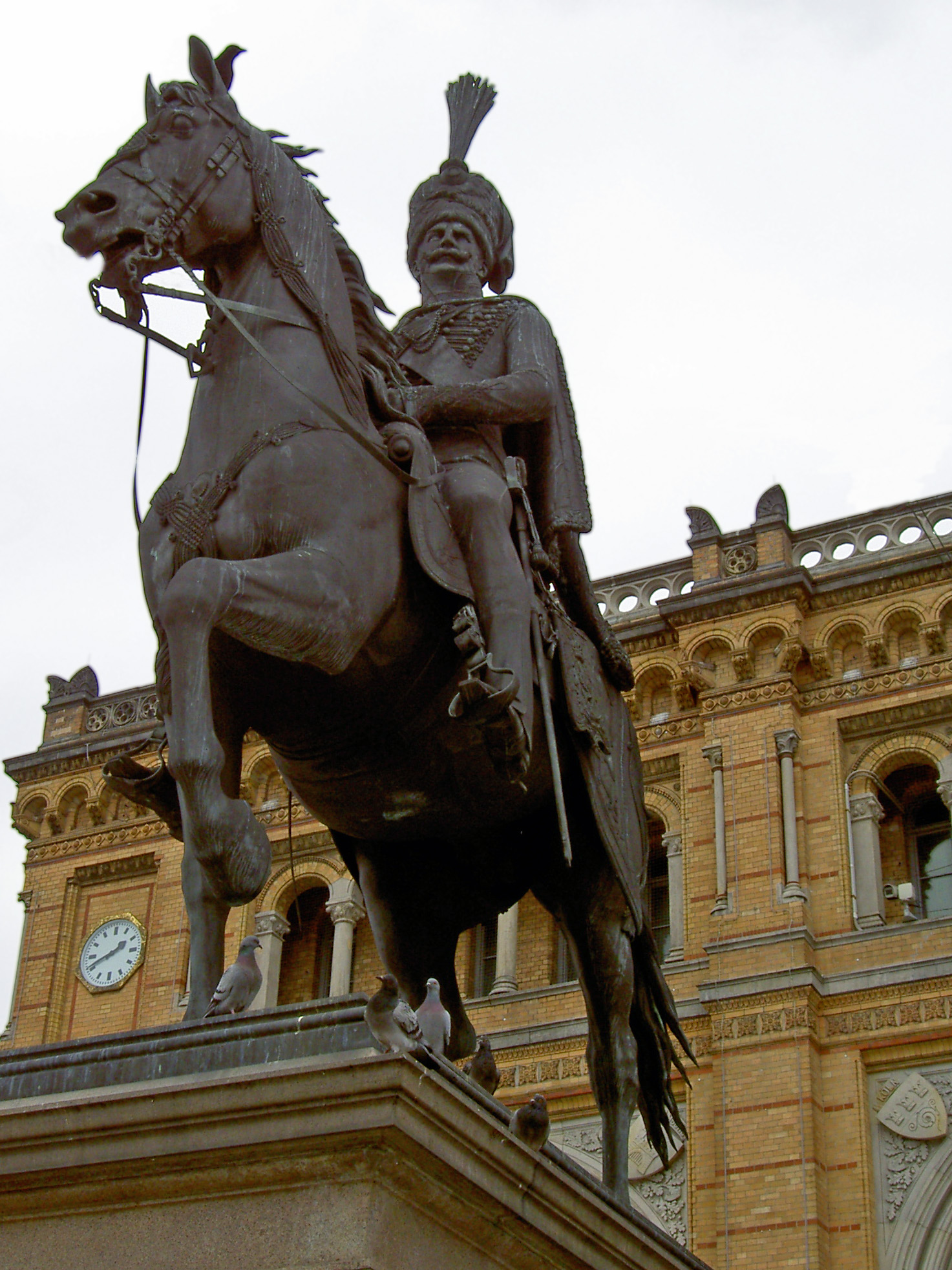
Statua equestre di Ernest-Auguste di Hannover
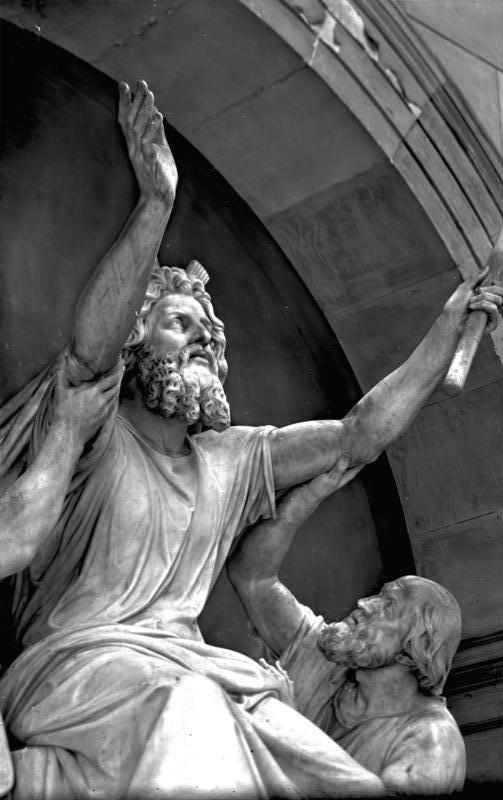
Mosè difeso da Aronne (statua disegnata da Rauch e scolpita da Wolff), Friedenskirche di Potsdam
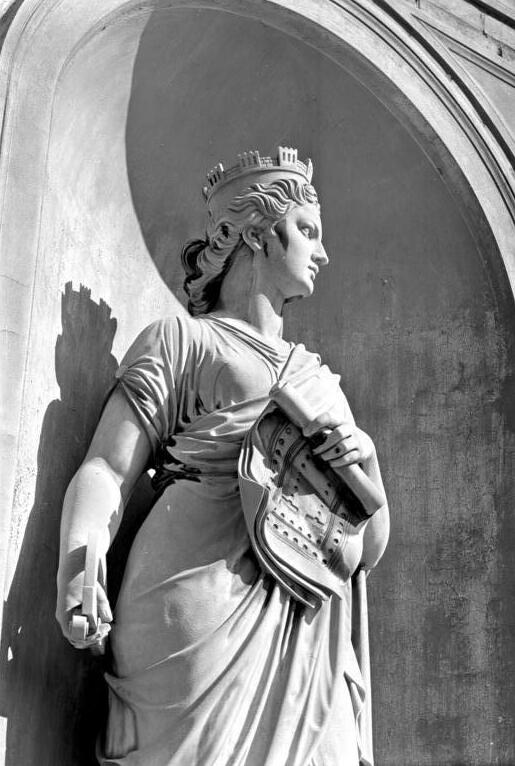
Allegoria dell'architettura, orangerie di Sans-Souci
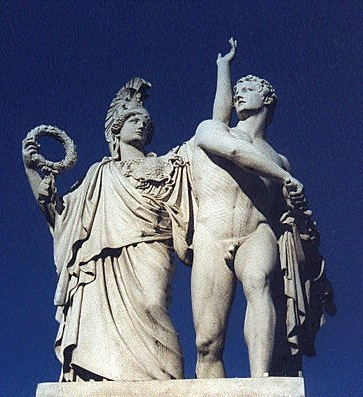
Pallade Atena e Diomede
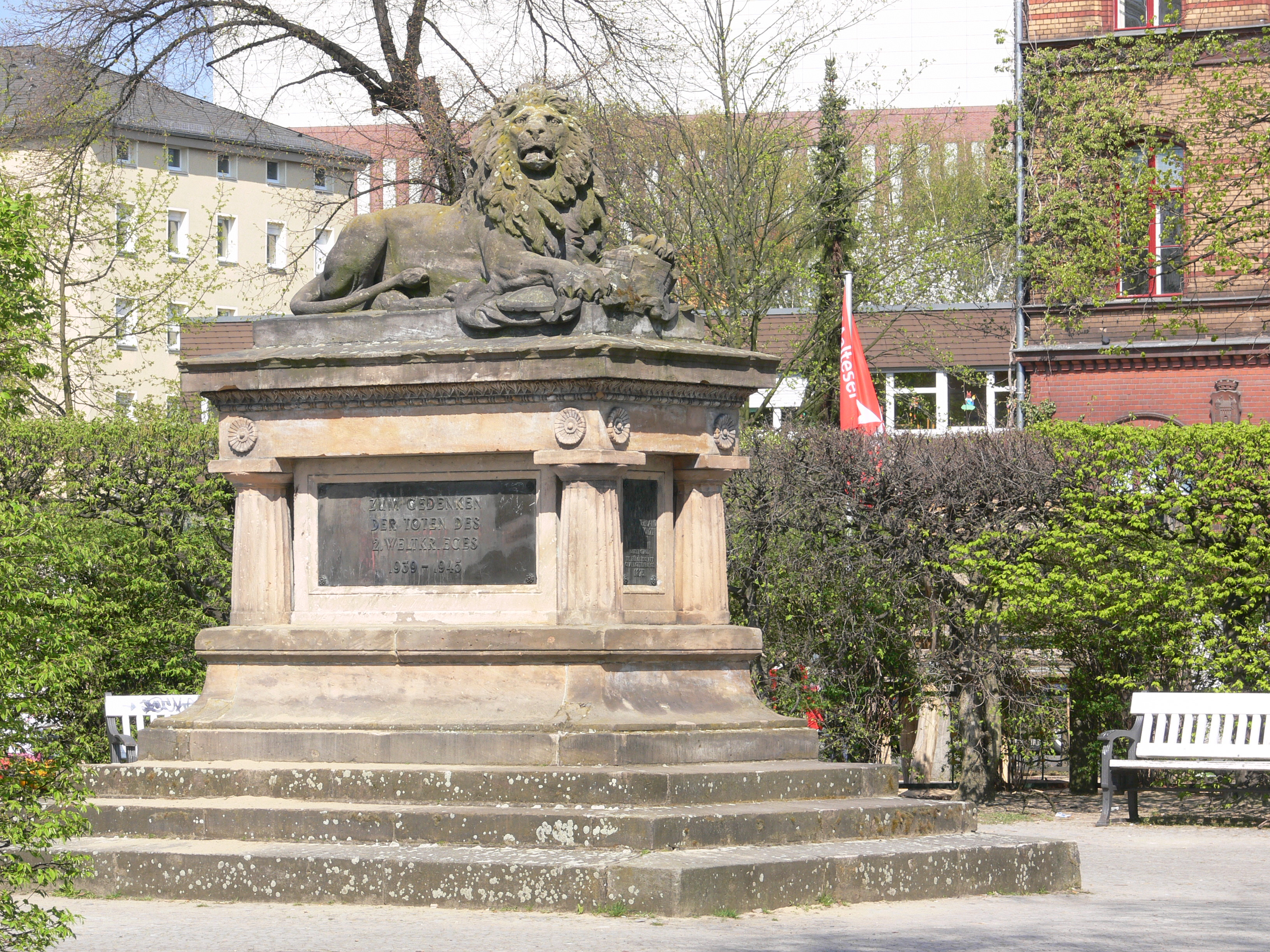
Monumento a Lietzow, Charlottenburg
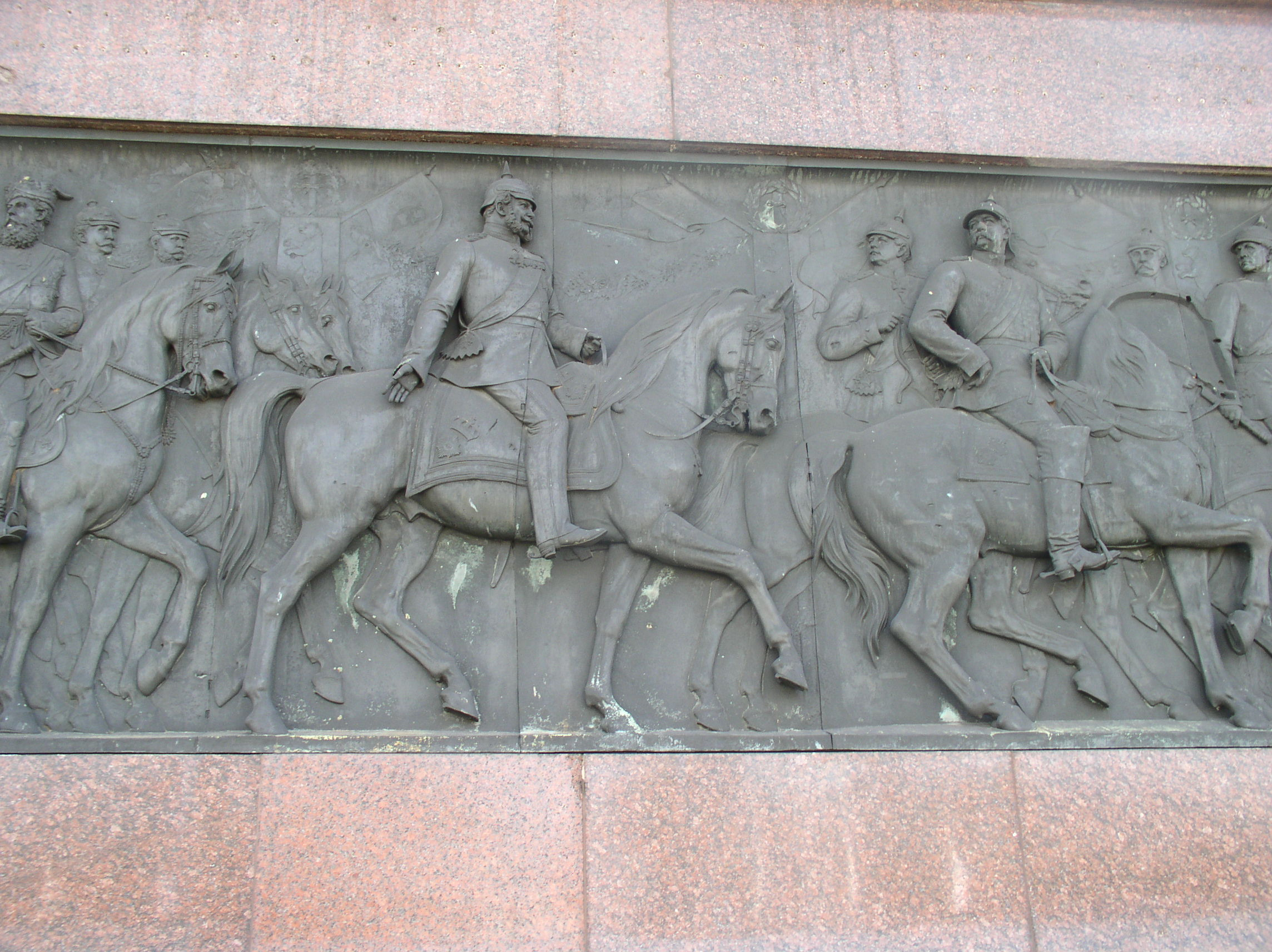
Bassorilievo della colonna della Vittoria, Berlino
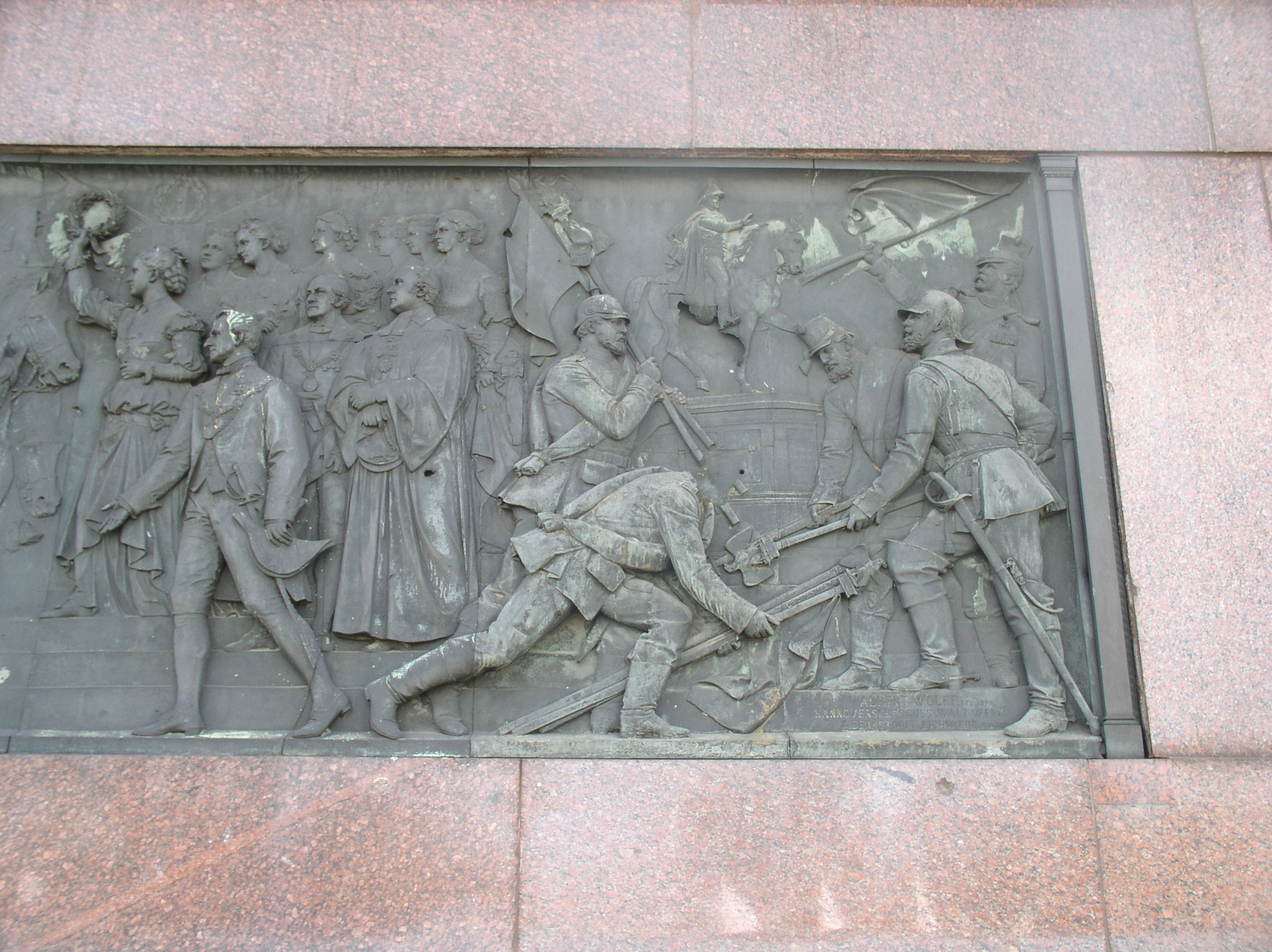
Bassorilievo della colonna della Vittoria, Berlino